# Tadayo Fukuo
Tadayo Fukuo (født 6. maj 1984) er en japansk fodboldspiller.
Han har spillet for flere forskellige klubber i sin karriere, herunder Cerezo Osaka, Roasso Kumamoto, Gainare Tottori og Fujieda MYFC.